# لينكابت
لينكابت كانت شركة تكنولوجية تأسست عام 1968 على يد إيروين إم جاكوبس وأندرو فيتيربي وليونارد كلاينروك.

## تاريخ الشركة
تأسست شركة لينكابت في منتصف عام 1968 في لوس أنجلوس على يد إيروين إم جاكوبس وأندرو فيتيربي وليونارد كلاينروك. سرعان ما غادر كلاينروك.
ومن أشهر إصدارات لينكابت هي شركة كوالكوم، التي أسسها جاكوبس وفيتربي وخمسة من خريجي لينكابت الآخرين في يوليو 1985.
حصل مؤسسو لينكابت الثلاثة على ميداليات وطنية لإنجازاتهم طوال حياتهم.